# David Habarugira
David Habarugira (Bujumbura, 16 agosto 1988) è un calciatore burundese, difensore svincolato.

## Caratteristiche tecniche
È un difensore centrale.

## Carriera

### Club
Ha giocato nella prima divisione belga con l'Anderlecht, oltre che in varie squadre di seconda divisione. Con il D.C. United ha giocato 3 partite in CONCACAF Champions League.

### Nazionale
Nel 2008 ha esordito in nazionale.

## Palmarès

### Club

#### Competizioni nazionali
- Campionato belga: 1

Anderlecht: 2006-2007
- Tweede klasse: 1

Sint-Truiden: 2014-2015